# تپه چاله زرین ۱
تپه چاله زرین ۱ مربوط به مس و سنگ است و در شهرستان کرمانشاه، بخش مرکزی، دهستان میان دربند، ۵۰۰ متری شمال غرب روستای گاودانه واقع شده و این اثر در تاریخ ۲۶ اسفند ۱۳۸۷ با شمارهٔ ثبت ۲۵۴۱۴ به‌عنوان یکی از آثار ملی ایران به ثبت رسیده است.